# Хакобо Арбенс Гусман
Хако́бо А́рбенс Гу́сман (ісп. Jacobo Árbenz Guzmán; 14 вересня 1913 — 27 січня 1971) — державний та політичний діяч Гватемали, один з лідерів Революційної хунти (1944–1945) та президент країни (1951–1954).

## Біографія
Хакобо Арбенс народився 14 вересня 1913 року в сім'ї середнього класу, його мати було уродженкою Гветамали, а батько — швейцарським емігрантом. У 1935 юний Гусман з відзнакою закінчив військову академію, до 1944 року служив у збройних силах, швидко піднімаючись по службових сходах. Протягом періоду молодості Арбенс часто ставав свідком насильства та репресій щодо робітників аграрного сектору з боку підтримуваного Сполученими Штатами диктатора Хорхе Убіко. Нерідко він особисто повинен був супроводжувати закутих у ланцюги банди ув'язнених. Дана обставина здійснила глибокий вплив на його світогляд. У 1938 році Арбенс зустрівся і одружився зі своєю дружиною Марією Вільяновою, яка також зробила великий ідеологічний вплив. Не менш важливим було знайомство Гусмана і з гветамальським комуністом Жозе Мануелем Фортуни. У жовтні 1944 року очолювані Арбенсом та Франсіско Хав'єр Арана невеликі групи військових та студентів скинули режим Убіко. На президентських виборах Хуан Хосе Аревало обрали президентом, новий керівник Гветамали оголосив програму докорінних соціальних реформ. Арбенс отримав пост міністра оборони і зіграв вирішальну роль у придушенні військового перевороту 1949 року.
Восени 1950 року в країні відбулися чергові президентські вибори, перемогу на яких здобув Арбенс Гусман. Він отримав 267 тисяч голосів виборців, обійшовши проамериканського кандидата Ідігораса Фуентеса із значним запасом. 15 березня 1951 року Хакобо вступив на посаду, продовживши реалізацію політики соціальних реформ свого попередника. Вони передбачали розширення права голосу, узаконення політичних партій, модернізацію промислової інфраструктури та зменшення залежності від іноземних корпорацій. Важливим пунктом його програми відігравав закон про аграрну реформу, відповідно до якого необроблювані земельні володіння вилучались і перерозподілялись на користь бідних сільськогосподарських робітників. Даний закон значною мірою покращив майнове становище більше 500 000 чоловік. Більшість з них були корінними мешканцями, чиї предки були позбавлені такого права після іспанського вторгнення.
Тим не менш, політика Арбенса викликала негативну реакцію у великої американської корпорації United Fruit Company. Компанія, яка мала зв'язки в керівництві США, пролобіювала повалення небажаного очільника. Сполучені Штати зі свого боку були стурбовані значною присутністю комуністів в гветамальському уряді. У перебігу організованого Центральним розвідувальним управлінням та Держдепом перевороті Арбенса Гусмана скинули. Решту свого життя він провів у вигнанні, а його сім'я поступово розвалилася. Помер в Мексиці в 1971 році.